# Derrick Barnes
Derrick Danta Barnes Jr. (Covington, Kentucky, 29 de mayo de 1999) más conocido como Derrick Barnes, es un jugador profesional estadounidense de fútbol americano que se desempeña en la posición de linebacker en Detroit Lions, equipo de la National Football League (NFL).

## Carrera
Fue seleccionado en la cuarta ronda en la Reunión Anual de Selección de Jugadores de la NFL de 2021. Hizo su debut profesional con el equipo Detroit Lions, donde lleva jugando tres temporadas.